# هیئت عالی حل اختلاف و تنظیم روابط قوای سه‌گانه
هیئت عالی حل اختلاف و تنظیم روابط قوای سه‌گانه یکی از ارکان نظام جمهوری اسلامی ایران بود که رئیس آن را رهبر ایران تعیین می‌کرد. ریاست هیئت را از ابتدا سید محمود هاشمی شاهرودی عهده‌دار بود. این هیئت جدای از مجمع تشخیص مصلحت نظام کار می‌کرد که آن هم تحت نظارت رهبر جمهوری اسلامی ایران و با هدف رفع اختلاف بین دولت، مجلس و شورای نگهبان ایجاد و در قانون اساسی جمهوری اسلامی ایران تصریح شده‌است.

## تشکیل هیئت
بر اساس بند ۷ اصل ۱۱۰ قانون اساسی جمهوری اسلامی ایران «حل اختلاف و تنظیم روابط قوای سه‌گانه» از وظایف و اختیارات رهبر جمهوری اسلامی است. آیت‌الله خامنه‌ای سال ۱۳۹۰ هیئتی پنج نفره با همین عنوان تشکیل داد و وظیفه این هیئت را «بررسی و ارائه نظرات مشورتی در موارد حل اختلاف و تنظیم روابط سه قوه، و در اجرای بند ۷ اصل ۱۱۰ قانون اساسی» عنوان کرد.
در ۳ مرداد ۱۳۹۰ سیدعلی خامنه‌ای، رهبر ایران، طی حکمی سید محمود هاشمی شاهرودی را به ریاست هیئت و سید محمدحسن ابوترابی‌فرد، سید مرتضی نبوی، عباسعلی کدخدایی و سید صمد موسوی خوشدل به عنوان اعضای آن برای یک دوره پنج ساله انتخاب کرد.

## تاریخچه کار هیئت
هیئت حل اختلاف و تنظیم روابط قوای سه‌گانه همزمان با بالا گرفتن اختلافات محمود احمدی‌نژاد، رئیس‌جمهور سابق ایران با مجلس از یک سو و قوه قضائیه از سوی دیگر تشکیل شد. از مهم‌ترین موضوعاتی که در دولت محمود احمدی‌نژاد به هیئت حل اختلاف قوا ارجاع شد، برنامه پنجم توسعه، بودجه سال ۱۳۹۱، مکاتبات معاونت نظارت مجلس با دولت و هدفمندی یارانه‌ها بود.
اختلافات ناشی از لایحه جامع وکالت و قانون حمایت از آمران به معروف و ناهیان از منکر دو موضوعی است که بعد از روی کار آمدن دولت حسن روحانی در این هیئت مورد بررسی قرار گرفت.
در ۲۲ اردیبهشت ۱۳۹۵ این هیئت نظر شورای نگهبان را دربارهٔ مینو خالقی تأیید کرد. این نظر هیئت در مورد مینو خالقی نظری مشورتی است و باید از سوی رهبر ایران که مسئول حل اختلاف قواست، تنفیذ و ابلاغ شود.
پس از فوت هاشمی‌ شاهرودی (رئیس هیئت) در دی ۱۳۹۷، این هیئت بدون تعیین و ابلاغ رئیس جدید به کار خود ادامه داد. علیرغم اینکه در مرداد ۱۴۰۰، حکم پنج ساله اعضای هیئت عالی حل اختلاف و تنظیم روابط قوای 
سه‌گانه به پایان رسید اما هنوز حکم جدیدی برای اعضای این هیئت و رئیس جدید آن از سوی رهبر ایران ابلاغ نگردیده‌است.

## نقد
برخی ناظران سیاسی، تشکیل «هیئت حل اختلاف و تنظیم روابط قوا» در سال ۹۰ را موازی مجمع تشخیص مصلحت نظام و در جهت کاستن از اختیارات این مجمع تحلیل کردند. ریاست مجمع تشخیص مصلحت نظام با اکبر هاشمی رفسنجانی بود.